# هاردی (کالیفرنیا)
هاردی (به انگلیسی: Hardy) یک منطقهٔ مسکونی در ایالات متحده آمریکا است که در شهرستان مندوسینو، کالیفرنیا واقع شده‌است. هاردی ۷ متر بالاتر از سطح دریا واقع شده‌است.